# Diamesa zernyi
Diamesa zernyi är en tvåvingeart som beskrevs av Edwards 1933. Diamesa zernyi ingår i släktet Diamesa och familjen fjädermyggor. Arten har ej påträffats i Sverige. Inga underarter finns listade i Catalogue of Life.